# Anisodes imparistigma
Anisodes imparistigma là một loài bướm đêm trong họ Geometridae.